# ВИ-100
«ВИ-100» («СТО»)— советский экспериментальный высотный истребитель (ВИ) — (дальний, высотный, скоростной перехватчик и истребитель сопровождения тяжёлых бомбардировщиков ТБ-7). Спроектирован в тюремных условиях под руководством В. М. Петлякова. Всего выпущено 2 экземпляра (1-й опытный прототип и «Дублёр»). Явился прототипом для модификации в качестве скоростного пикирующего бомбардировщика «ПБ-100», получившего обозначение в серии — Пе-2.

## История
В 1938 году началась разработка высотного истребителя ВИ-100. Самолёт должен был оснащаться мощным вооружением и летать на высоте 10 000 м со скоростью 630 км/ч. Работы велись под руководством Владимира Михайловича Петлякова. Опытный образец истребителя совершил свой первый полёт 22 декабря 1939 года. Машина была оснащена двумя двигателями М-105, лётчик располагался в передней гермокабине, а штурман-бомбардир и стрелок-радист — в задней гермокабине. В носовой части фюзеляжа были установлены две пушки ШВАК и два пулемёта ШКАС, в хвостовой части находился пулемёт ШКАС, дистанционно управлявшийся стрелком-радистом. Первый прототип «ВИ-100» мог нести во внутреннем отсеке две кассеты К-76, в каждой из которых имелось 24 артиллерийских снаряда калибра 76,2 мм или две кассеты К-100 с 96 бомбами весом по 2,5 кг в каждой. Для второго прототипа «ВИ-100» (дублёр) предусматривалась возможность установки внешних держателей для двух бомб весом по 250 кг или 500 кг.
После завершения заводских испытаний 10 апреля 1940 года две машины передали на государственные испытания в НИИ ВВС. Во время испытаний вторая машина попала в аварийную ситуацию и получила сильные повреждения. По результатам испытаний первой машины было сделано заключение о соответствии самолёта требованиям технического задания и выданы рекомендации о доработке (увеличить площадь килей, изменить угол установки стабилизатора и др.) перед постройкой опытной партии самолётов ВИ-100, а также о создании на базе ВИ-100 пикирующего бомбардировщика.
С учётом потребности в быстрой замене основного фронтового бомбардировщика СБ командование ВВС РККА приняло решение о начале в июне 1940 года серийного производства на базе ВИ-100 пикирующего бомбардировщика ПБ, который позже получил обозначение Пе-2.

## История создания
В 1935-1940 годах в СССР особое внимание уделялось созданию высотного истребителя, способного уничтожать самолёты противника любого назначения, летящие на высоте до 10-12 км. Анализ боевых действий и перспектив развития боевой авиации, а также соответствующие расчёты, показывали, что общая тенденция увеличения скорости и высоты полёта бомбардировщиков крайне затрудняет их перехват, даже при хорошо отлаженной службе воздушного наблюдения, оповещения и связи. В частности, комбриг П. П. Ионов в своей книге: «Истребительная авиация» (издана в 1940 году для командного состава ВВС РККА) обобщая опыт боевых действий истребителей и оценивая перспективные направления развития и боевой работы этого рода авиации писал: «Чем выше высота полёта противника, тем дальше от линии фронта он может быть перехвачен истребителями. А мы знаем, что высоты возможных и вероятных полётов бомбардировщиков растут из года в год. Мы знаем также, что рост скорости передачи сообщений о полёте противника и скорости вылета истребителей отстаёт относительно от роста скорости полёта бомбардировщиков, в связи с этим растёт ширина полосы тактической внезапности (то есть расстояние от фронта до рубежа перехвата бомбардировщиков истребителями,)… высота полёта современных военных самолётов достигает 9000-11000 м одномоторных и двухмоторных самолётов и до 8000 м для четырёхмоторных. Разность между „потолками“ самолётов разных назначений все более и более уменьшается, особенно между одномоторными и двухмоторными. Боевая высота полёта самолётов в ближайшие годы может быть увеличена, то есть достигнет стратосферы (свыше 11000 м)». Таким образом, потребность ВВС РККА в высотном истребителе, с основным предназначением — выполнение перехвата высоко летящих скоростных целей, была теоретически обоснована… [ЦАГИ 1994-2(21)]
К концу 1930-х годов в советской авиационной промышленности возникла кадровая проблема, связанная с острой нехваткой репрессированных квалифицированных конструкторов. Поэтому, по инициативе Л. П. Берия, в Москве, было срочно сформировано проектное учреждение в системе НКВД СССР — «Специальный технический отдел» (СТО) «закрытого типа», в составе которого предполагалось образовать авиационное Центральное конструкторское бюро — ЦКБ-29, которое должно было объединить собой несколько самостоятельных конструкторских бюро для проектирования перспективных боевых самолетов. Основной штат сотрудников ЦКБ-29 предполагалось набрать из числа арестованных «врагов народа». Местом дислокации ЦКБ-29 было определено здание бывшего КОСОС ЦАГИ. Организация в СССР подобных учреждений (неофициально называемых «шарашками») с использованием осуждённых специалистов для проведения научных и конструкторских работ, практиковалась с конца 1920-х годов, с привлечением арестованных по «делу Промпартии» специалистов в области различных отраслей народного хозяйства. В частности из состава работников авиапромышленности на заводе № 39 было сформировано конструкторское бюро, в котором в рекордный сроки был спроектирован истребитель И-5.
Летом 1938 года В. М. Петлякову — арестованному в начале ноября 1937 года по обвинению: «вредительское затягивание сроков доводки тяжёлого бомбардировщика АНТ-42» — неожиданно предложили вернуться к конструкторской работе в Специальном техническом отделе (СТО) НКВД.
В середине 1938 года, сразу же после формирования коллектива конструкторов и инженеров (всего 50 специалистов), под руководством В. М. Петлякова, в специальном КБ НКВД, (СКБ-29) приступили к разработке высотного истребителя с большой дальностью полёта и мощным вооружением, под условным обозначением «100». .
Практически одновременно, кроме ОКБ В. М. Петлякова — работающего в тюремных условиях отдела СТО НКВД, задание на разработку высотного истребителя (ВИ) было выдано ОКБ: А. И. Микояна и М.Гуревича, П. О. Сухого, А. С. Яковлева и Н. Н. Поликарпова. Для успешного проектирования ВИ, все задействованные ОКБ были обеспечены всем необходимым арсеналом располагаемых средств. К этому времени в СССР были завершены проектированием несколько типов высотных моторов и проводились их доводочные испытания, в частности: АМ-35А с односкоростным нагнетателем, снабжённым поворотными лопатками, М-105 с турбокомпрессорами ТК-2 и М-105ПД с двухступенчатым нагнетателем, разработанным В. А. Доллежалем. [ЦАГИ_1994-2(21)]
В соответствии с разработанными тактико-техническими требованиями, техническое задание на проектирование ВИ определяло: практический потолок 12500 м; максимальную скорость полёта на высоте 10000 м — 630 км/ч; дальность полёта от 1400 км в нормальном варианте, до 2400 км в перегрузочном варианте. Самолёт должен был оснащаться мощным и эффективным наступательным и оборонительным вооружением. Считалось, что ВИ, предназначенный для перехвата бомбардировщиков противника, целесообразно делать многоместным, так как лётчику одноместной машины в воздушном бою с бомбардировщиками, летящими на большой высоте, трудно одновременно управлять самолётом, стрелять, следить за воздушной обстановкой и поддерживать радиосвязь. Кроме того, для успешного перехвата высотных целей от истребителя требовалась не только большая скорость, но и повышенный радиус действия, обеспечивающий возможность расширить рубеж перехвата и осуществить его уже на дальних подступах к охраняемому объекту. Главной особенностью разработки истребителя с большой расчётной высотой полёта была связана с решением проблемы обеспечения потребной мощности ВМУ на больших высотах. [ЦАГИ_1994-2(21)]
В процессе проектирования для «ВИ-100» была принята весьма распространённая для того времени аэродинамическая компоновка планера — свободнонесущий двухмоторный моноплан с двух килевым хвостовым оперением, убирающимся в полёте двухопорным шасси с хвостовым колесом. Первостепенное значение придавалось обеспечению высоких показателей аэродинамического и весового совершенства самолёта. Плавность обводов частей планера сочеталась с минимально возможным количеством выступающих в поток конструктивных элементов. Для уменьшения аэродинамического сопротивления, водяные радиаторы системы охлаждения двигателей были «утоплены» в крыле, а масляные радиаторы двигателей были скомпонованы в нижних тоннелях гондол двигателей. Безопасное выполнение всех фигур высшего пилотажа обеспечивалось обеспечивалось десятикратным запасом прочности частей планера цельнометаллической конструкции. Количество и тип моторов определены с учётом требований по максимальной скорости, высотности и полезной нагрузке. Для силовой установки были выбраны новейшие по тем временам моторы «М-105» с воздушными винтами ВИШ-42, каждый мотор оборудован двумя турбокомпрессорами типа ТК-2, установленными по бортам мотогондол и включёнными в их конструктивно-силовую схему. Вес и размеры машины (площадь крыла 40,7 м2, нормальный взлётный вес — 7200 кгс, перегрузочный — 8000 кгс). Впервые в практике советского самолётостроения были оборудованы две фюзеляжные гермокабины (ГК). Крыло было скомпоновано из скоростных аэродинамических профилей типа ЦАГИ «В» и «BS», которые в сравнении с другими профилями — при небольших углах атаки имели наибольшее значение критических чисел Маха, (в целях снижения влияния волнового сопротивления), и в системе крыла создавали значительно меньшие аэродинамические моменты на закручивание. Это позволило значительно снизить массу конструкции крыла, при обеспечении его прочности. Аналогичной аэродинамической компоновкой хвостового оперения — значительно облегчалась конструкция хвостовой части фюзеляжа, воспринимающей усилия от хвостового оперения. Используемые аэродинамические профили для несущих поверхностей способствовали: значительному снижению массы конструкции, достижению высокой максимальной скорости горизонтального полёта, высокой скорости пикирования при хорошей устойчивости на этом режиме полёта. Но выбранные аэродинамические профили имели малую несущую способность, что значительно снижало маневренные и взлётно-посадочные характеристики машины. Фюзеляж — разрабатывался под руководством А. И. Путилова — имел удобообтекаемую, сигарообразную форму, круглого поперечного сечения. Технологически состоял из трёх стыкуемых агрегатов (секций). По своей конструктивно-силовой схеме каждая секция была близка типу «монокок» — с работающей, относительно толстой (1,5-2 мм) обшивкой. Основными продольными силовыми элементами каждой секции фюзеляжа являлись четыре лонжерона на концах которых устанавливались стыковые узлы. Стрингеры для подкрепления обшивки применялись весьма ограниченно. Шпангоуты располагались с относительно большим шагом — 0,3-0,5 м. Впервые в практике советского самолётостроения фюзеляж оборудовался герметичными кабинами (ГК). Носовая и кормовая ГК были включены в силовые схемы конструкции носовой и хвостовой секций фюзеляжа. Для уменьшения аэродинамического сопротивления носовая ГК пилота, сопрягалась с комовой ГК штурмана и стрелка посредством лёгкого (не силового) обтекателя (гаргрота).
Компоновка самолёта «100» была выполнена на очень высоком аэродинамическом уровне, что отмечалось военными специалистами. На высотах до 10 км в ГК поддерживалось давление соответствующее высоте 3,7 км, что повышало работоспособность экипажа при длительных полётах на большой высоте. Кабины обеспечивали сравнительно хороший обзор. В передней ГК располагался лётчик (пилот-командир экипажа), в задней — штурман-бомбардир (имел дублированное управление самолётом) и стрелок-радист. В носовой части фюзеляжа, перед ГК компоновалась стрелково-пушечная батарея (два пулемёта ШКАС и две пушки ШВАК). В хвостовой части фюзеляжа предусматривалась компоновка оборонительной стрелковой установки (1- пулемёт ШКАС) — дистанционно управляемой стрелком-радистом (эта огневая точка была установлена в ходе лётных испытаний). В центральной части фюзеляжа выполнен грузовой отсек для размещения бомбардировочного вооружения, предназначенного для поражения воздушных и наземных целей, в составе: двух кассет, вмещавших по 24 артиллерийских снаряда калибра 76 мм в каждой (высота подрыва снарядов устанавливалась на земле перед полётом), или 96 авиабомб калибра 2,5 кг. Применение истребителями артиллерийских снарядов, гранат или осколочных авиабомб против строя бомбардировщиков считалось тогда перспективным направлением в развитии авиационных средств поражения. В Италии были проведены испытания такого вида оружия. Впервые в советской практике самолётостроения были широко применены электромеханизмы, что считалось весьма перспективным. [ЦАГИ_1994-2(23)]
Фюзеляж — разрабатывался под руководством А. И. Путилова — имел удобообтекаемую, сигарообразную форму, круглого поперечного сечения. Технологически состоял из трёх стыкуемых агрегатов (секций). По своей конструктивно-силовой схеме каждая секция была близка типу «монокок» — с работающей, относительно толстой (1,5÷2 мм) обшивкой. Основными продольными силовыми элементами каждой секции фюзеляжа являлись четыре лонжерона на концах которых устанавливались стыковые узлы. Стрингеры для подкрепления обшивки применялись весьма ограниченно. Шпангоуты располагались с относительно большим шагом — 0,3-0,5 м. Носовая и кормовая гермокабины были включены в силовые схемы конструкции носовой и хвостовой секций фюзеляжа. Для уменьшения аэродинамического сопротивления носовая гермокабина пилота, сопрягалась с комовой гермокабиной штурмана и стрелка посредством лёгкого (не силового) обтекателя (гаргрота).
Впервые в практике советского самолётостроения две ГК были включены в силовую схему конструкции фюзеляжа.
Повышение работоспособности членов экипажа обеспечивалось оборудованием двух гермокабин (ведущий разработчик — М. Н. Петров), снабжаемых сжатым воздухом от турбокомпрессоров, и обеспечивающих в кабине постоянное давление, начиная с высоты 3700 м и до предельного потолка 10000 м.
Крыло образовано прямоугольным в плане центропланом и двумя отъёмными, трапециевидными в плане консолями, имеющими по передней кромке весьма малый угол стреловидности, по конструктивно силовой схеме — двухлонжеронное, с частым набором стрингеров и нервюр, обшивкой толщиной 0,6-0,8 мм. Элероны выполнены разрезными, щитки-закрылки — типа Шренка.
Шасси спроектировано под руководством Т. П. Сапрыкина — двухопорное с хвостовым колесом. Главные опоры шасси убирались в мотогондолы поворотом назад. Хвостовая опора шасси — убиралась в фюзеляж.
На ВИ, впервые в практике советского самолётостроения были широко применены электрические агрегаты управления, ведущие разработчики — А. А. Енгибарян и И. М. Склянский.
В составе мощного бортового наступательного вооружения предусмотрена установка в носовой части фюзеляжа: двух авиационных пушек ШВАК 20-мм (боекомплект — по 300 снарядов на ствол) и двух пулеметов ШКАС 7,62-мм (боекомплект по 900 патронов на ствол). Для защиты задней полусферы предусматривалась установка одного неподвижною пулемета ШКАС в хвостовом коке с боекомплектом из 700 патронов.
В грузовом фюзеляжном отсеке, первоначально предусматривалась подвеска нового вида вооружения — снарядной кассеты К-76 (боекомплект — 40 трехдюймовых артиллерийских (неоперенных) снарядов), для сброса снарядов на строй самолётов противника. Подрыв снарядов производился с помощью дистанционной трубки. В более позднем варианте, предусматривалась подвеска кассеты К-100 (боекомплект — 96 бомб калибром по 2,5 кг). В то время бомбардировочное вооружение для поражения воздушных целей считалось довольно перспективным.
Для использования ВИ в качестве пикирующего бомбардировщика — предусматривалась возможность подвески на внешних держателях двух авиабомб калибра 250 кг или 500 кг.
Вся проектно-конструкторская документация выходила за пределы ОТБ, за подписью его начальника — майора госбезопасности В.Кравченко; непосредственные разработчики и ведущие специалисты, вместо личных подписей ставили на документах свои номерные печати.
Установленные жёсткие сроки проектирования ВИ определяли начало его лётных испытаний в 1939 году, с учётом предельно напряжённого режима работы в сисмтеме ОТБ: 11-12 часов в сутки без выходных дней, без каких-либо послаблений.
В начале 1939 года бригада В. Петлякова была переведена в здание КОСОС ЦАГИ на улицу Радио, где приступила к цеховым работам.
На завершающей стадии проектирования «ВИ-100», военные специалисты стали уделять всё больше внимания возможности его использования в качестве пикирующего бомбардировщика, потребность в котором в то время ощущалась всё более остро. В качестве пикирующего бомбардировщика, к «ВИ-100» были выдвинуты дополнительные требования: при взлётном весе около 9200 кг — нести на внешних подвесках до 1000 кг бомб и с высокой точностью поражать с пикирования наземные цели. В этой связи, для применения «ВИ-100» в качестве пикирующего бомбардировщика — была обеспечена возможность внешней подкрыльевой подвески двух бомб, в вариантах: 2×100 или 2×250, или 2×500 кг. Вскоре, составляющие назначения самолёта «100» (высотный истребитель и пикирующий бомбардировщик) стали рассматриваться как равноценные. [Шавров_1988(165,166)]
В мае 1939 года натурный макет «ВИ-100», был представлен на рассмотрение комиссии под председательством начальника НИИ ВВС генерал-майора авиации А. И. Филина. Военные специалисты отмечали, глубокую проработку основных вопросов тактико-технических требований к самолёту, в условиях не вполне сформировавшемся представлений о характере будущей войны и условиях применения высотного истребителя и пикирующего бомбардировщика.
В июле 1939 года макетная комиссия с незначительными замечаниями утвердила макет «ВИ-100», после чего началось изготовление опытного образца и его дублёра.
В 1939 году ОКБ В. М. Петлякова — ранее других ОКБ, завершило рабочее проектирование высотного истребителя «ВИ-100», который явился первым советским многоцелевым боевым самолётом — высотным истребителем и пикирующим бомбардировщиком, с герметичными кабинами. Постройка двух экземпляров — первого опытного и его «дублёра» — осуществлялась на Московском авиазаводе № 156.
В конце 1939 года советская делегация военных специалистов ознакомилась с новейшими боевыми самолётами ВВС Германии, в составе которых отсутствовали крупные соединений дальних высотных скоростных бомбардировщиков. В начале Второй мировой войны это подтвердилось в ходе боевого применения германских самолётов в Польше и во Франции. На этом основании на уровне военного руководства СССР был сделан вывод, что потребность ВВС РККА в специализированном высотном истребителе «ВИ-100» относительно невысока — были прекращены разработки высотных истребителей И-26 и И-301. В то же время, резко возросла потребность в массовом, скоростном, фронтовом пикирующем бомбардировщике. [ЦАГИ_1994-2(24)]
22 декабря 1939 года. на аэродроме ЛИИ в Жуковском, лётчик-испытатель П. М. Стефановский впервые поднял в воздух первый опытный образец «ВИ-100» и приступил к выполнению программы заводских испытаний машины в варианте высотного истребителя. Первый прототип «ВИ-100» мог нести во внутреннем отсеке две кассеты К-76, в каждой из которых имелось 24 артиллерийских снаряда калибра 76,2 мм или две кассеты К-100 с 96 бомбами весом по 2,5 кг в каждой, а также наружная подвеска бомбовой нагрузки массой до 1000 кг.
Конструктивные нововведения повлекли за собой множество выявленных на испытаниях дефектов: в первом полете проявился конструктивный дефект амортизаторов стоек шасси — обнаружив допущенные ошибки в расчётах — его быстро устранили; потребовалась доработка силовой установки: на высотах полёта свыше 5000 м, производительность системы охлаждения масла оказалась недостаточной; начиная с высоты 6000 м температура воды в системе водяного охлаждения двигателей превышала максимально допустимую. В ходе лётных заводских испытаний «ВИ-100», дважды производилась замена моторов, маслопомп и прочего оборудования, но реализовать заданные высотно-скоростные характеристики, включая характеристики скороподъемности на больших высотах — не удалось: при «прогоне площадки» на высоте 6600 м, была достигнута наивысшая скорость — 538 км/час; машина с нормальной полетной массой 7265 кг набирала высоту 1000 м за 6,8 мин.
За период заводских испытаний с 22 декабря 1939 года по 10 апреля 1940 года, в течение 122 суток «ВИ-100» находился в ремонте и доработке после аварийной посадки «на живот» по причине невыпуска лыжного шасси, и в течение 11 лётных дней, выполнил всего 23 полета.
Весной 1940 года начаты испытания второго опытного прототипа — дублёра «ВИ-100», который незначительно отличался от первой опытной машины. Как и на первом прототипе, на «дублёре» предусматривалась возможность установки двух подкрыльевых держателей для внешней подвески двух бомб весом по 250 кг или по 500 кг. (максимальная масса внешней бомбовой нагрузки до 1000 кг), но в фюзеляжном грузовом отсеке, вместо кассет — обеспечена внутренняя подвеска бомбовой нагрузки массой до 600 кг.[Шавров_1988(165,166)]
10 апреля 1940 года после завершения заводских испытаний две опытные машины «ВИ-100» передали на государственные испытания в НИИ ВВС.
С 11 апреля 1940 года первый опытный «ВИ-100» проходил государственные испытания в НИИ ВВС РККА, машину испытывал экипаж в составе: летчик-испытатель майор Стефановский и штурман майор Никитин.
Второй опытный «ВИ-100» — «дублер», по программе государственных испытаний, испытывали летчик-испытатель капитан А. М. Хринков и штурман П. И. Перевалов. «Дублер» незначительно отличался от первого экземпляра: помимо кассет, была предусмотрена внутренняя подвеска авиабомб калибром 25-100 кг.
В 11 полете, по причине нарушения герметичности бензосистемы (попадание паров бензина в магистраль наддува гермокабин) и искрения контактов переключателей, в кабине пилота возник пожар. Ослепленный дымом А. М. Хринков был вынужден совершить аварийную посадку с превышением вертикальной скорости — машина скапотировала и получила значительные повреждения, экипаж получил травмы.
По результатам испытаний первой машины, с учётом положительных отзывов лётчиков-испытателей — было сделано заключение о соответствии самолёта требованиям технического задания и выданы рекомендации о доработке (увеличить площадь килей, изменить угол установки стабилизатора и др.) перед постройкой опытной партии самолётов ВИ-100, а также рекомендации о создании на базе ВИ-100 пикирующего бомбардировщика. Полностью государственные лётные испытания «ВИ-100» завершить не успели.
Государственные испытания были продолжены на первом опытном «ВИ-100» после его доработки: для увеличения путевой устойчивости была увеличена площадь вертикального оперения — примерно на треть площади (с 0,77 до 1 м2). Характеристики продольной устойчивости машины были признана неудовлетворительными и для их улучшения было рекомендовано увеличить угол стреловидности по передней кромке консолей крыла, что впоследствии было реализовано на «ПБ-100» (Пе-2). При полностью выпущенных посадочных щитках, произвести посадку «ВИ-100», на «три точки» было невозможно — не хватало рулей, поэтому было предписано на посадке выпускать закрылки частично, а для серийных машин рекомендовано изменить угол установки стабилизатора.
Поверхность крыла, образованная набором скоростных, остроносых аэродинамических профилей типа ЦАГИ «В» в бортовых и типа ЦАГИ «ВS» в концевых сечениях, имела минимальное аэродинамическое сопротивление на высоких скоростях полёта, близких к максимальной, но на малых скоростях и углах атаки близких к посадочным — машина становилась очень «строгой» в управлении — при крене и скольжении — на поверхности крыла резко развивался асимметричный срыв потока, с тенденцией сваливания машины на крыло. Реализованные в аэродинамической компоновке крыла скоростные аэродинамические профили, на больших скоростях полёта и соответствующих им малых углах атаки, по сравнению с не скоростными профилями, имели близкие к ним коэффициенты подъёмной силы, при значительно меньших коэффициентах аэродинамического сопротивления — обеспечивая значительное снижение лобового сопротивления крыла на больших скоростях и соответствующих им малых углах атаки. Но на больших углах атаки и малых скоростях, соответствующих условиям посадки самолёта, при создании пилотом определённого крена и возникновении скольжения с несимметричным обтеканием крыла набегающим потоком — на поверхности крыла образованной набором скоростных профилей — резко развивался несимметричный срыв потока, приводящий к возникновению дополнительного опасного кренящего момента. Механизация задней кромки крыла — взлётно-посадочные щитки-закрылки — типа Шренка в полностью выпущенном положении — не позволяла пилоту произвести посадку «ВИ-100», на «три точки» — не хватало хода руля высоты для компенсации возникающего пикирующего момента, поэтому было предписано на посадке выпускать закрылки в промежуточное положение, а для серийных машин рекомендовано изменить угол установки стабилизатора.
В ходе государственных испытаний было выполнено 34 полета, общий налёт составил 13 ч 25 мин. В целом самолет, с учётом выявленных недостатков — соответствовал всем требованиям технического задании за исключением требования максимальной скорости. На разных высотах недобор скорости составлял 10-20 км/час. Общее заключение по испытаниям самолета «100» было благоприятным, в частности отмечалось:
"1. Самолет «100» представляет собой наиболее удачное разрешение проблемы создания вооруженной машины с герметичной кабиной. Необходимо построить опытную серию самолетов «100»…
«3. В целях использования высокой аэродинамики самолета „100“ целесообразно создание на его базе пикирующего бомбардировщика без гермокабины. Необходимо построить опытную серию. Макет этого самолета предъявить на утверждение к 1 июня 1940 года…»
К этому времени руководству авиапромышленности СССР была поставлена задача срочной замены устаревшего основного фронтового бомбардировщика ВВС РККА — СБ, пикирующим бомбардировщиком нового поколения.
В результате, в отчете по испытаниям «ВИ-100», начальник ВВС Красной Армии командарм 2-го ранга Я.Смушкевич написал: «Акт утверждается с внесением поправки в заключение: самолет „100“ в пикирующем варианте признать целесообразным для серийной постройки».
1 мая 1940 года до ВИ-100 участвовал в воздушной части парада на Красной площади, его создатели наблюдали его находясь на крыше здания КОСОС ЦАГИ — их тогдашней тюрьмы. По ошибке П. Стефановский забыл убрать шасси, однако к счастью для всех «обошлось».
В конце мая 1940 года Петлякову, признавшему на допросах в Бутырке в конце 1937 года свою вину, был объявлен приговор: 10 лет лагерей, 5 лет поражения в правах и полная конфискация имущества.
В конце мая 1940 года В. М. Петлякову было поручено срочное задание — за полтора месяца — переделать «ВИ-100» в вариант трёхместного скоростного пикирующего бомбардировщика «ПБ-100», без ГК и ТК, с мощным оборонительным вооружением, со скоростью 550 км/ч на высоте 5 км. При этом определялся чрезвычайно жёсткий срок — в сентябре 1940 года «ПБ-100» должен был быть представлен на государственные испытания. В этой связи программа выполнения государственных испытаний «ВИ-100» была прервана. Первоначально предполагалось выпустить войсковую серию в 10-15 машин, но в дальнейшем к вопросу серийного производства «ВИ-100» многоцелевого назначения не возвращались. [ЦАГИ_1994-2(24)]
4 июня 1940 года было принято решение о «перепрофилировании» высотного истребителя в пикирующий бомбардировщик, причем на чертежи для нового самолёта отводилось всего 1,5 месяца.
С июля 1940 года в ОКБ Петлякова работающее в системе ОТБ — полностью переключилось на разработку машины в варианте фронтового скоростного пикирующего бомбардировщика под обозначением «ПБ-100», который в серийном производстве получил войсковое обозначение Пе-2, и — фактически унаследовал от своего предшественника «ВИ-100» лётно-тактические характеристики истребителя.

## Лётно-технические характеристики
Источник данных: 

Технические характеристики
- Экипаж: 3 чел.
- Длина: 12,69 м
- Размах крыла: 17,15 м
- Высота: 3,95 м
- Площадь крыла: 40,50 м²
- Масса пустого: 5172 кг
- Нормальная взлётная масса: 7260 кг
- Силовая установка: 2 × ПД М-105 с ТК-2
- Мощность двигателей: 2 × 1100 л. с.

Лётные характеристики
- Максимальная скорость:  
  - У земли: 455 км/ч
  - На высоте 6000м: 535 км/ч
- Практическая дальность: 1400 км
- Практический потолок: 12200 м
- Скороподъёмность: 588 м/мин

Вооружение
- Стрелково-пушечное:

- - 2 х 20 мм пушки ШВАК
  - 2 х 7,62 мм пулемета ШКАС
- Бомбы: 1000 кг